# Gustave Aimard

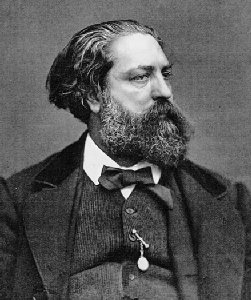
Gustave Aimard

Gustave Aimard (Parijs, 13 september 1818 — aldaar, 20 juni 1883) was het pseudoniem van een beroemde Franse schrijver van avonturenboeken. Hij heette eigenlijk Olivier Aimard en had in zijn jeugd een avontuurlijk leven geleid in Noord-Amerika, Spanje en Turkije. Geruime tijd heeft hij onder de Indianen in Noord-Amerika geleefd en vooral zijn ervaringen daar heeft hij in talrijke boeken verwerkt.

## Levensloop
Olivier Aimard werd in 1818 te Parijs geboren en trouwde en stierf daar als Gustave Aimard in 1883. Zoals hij zelf eens zei, was hij de zoon van twee mensen die waren getrouwd, "maar niet met elkaar." Zijn vader, François Sébastiani de la Porta (1775-1851) was generaal in het leger van Napoleon en ambassadeur ten tijde van Lodewijk Filips I van Frankrijk. Sébastiani was getrouwd met de hertogin de Coigny. In 1806 kreeg het echtpaar een dochtertje, Alatrice-Rosalba Fanny. Kort na haar geboorte stierf de moeder; Fanny werd door haar grootmoeder, hertogin de Coigny, opgevoed. Aimards moeder was volgens de New York Times van 9 juli 1883 Mme. de Faudoas, gehuwd met Anne Jean Marie René de Savary, hertog de Rovigo (1774-1833).
Aimard werd als baby al de deur uitgedaan en op zijn negende of zijn twaalfde jaar op een haringschip gezet. Rond 1838 diende hij korte tijd bij de Franse marine. Na weer een verblijf in Amerika, volgens hem werd hij opgenomen in een Comanchestam, keerde hij in 1847 terug naar Parijs. Daar was in dat jaar zijn halfzuster, gravin Fanny de Choiseul-Praslin, op brute wijze vermoord door haar echtgenoot. Verzoening met of erkenning door zijn biologische familie bleef uit. Na korte tijd te hebben gediend in de Garde Mobil vertrok Aimard weer naar Amerika. Ditmaal nam hij dienst in een mijnwerkersgroepje onder leiding van Graaf de Raousset-Boulbon die met ongeveer 150 mijnwerkers naar Hermosillo in Mexico trok. Daar liet men de graaf te lang op delfvergunningen wachten. Raousset-Boulbon besloot dan ook het het arme volk daar 'te bevrijden,' en nam Hermosillo in. Geveld door ziekte moest hij dezelfde avond de sleutels van dit stadje weer teruggeven. De mijnwerkers namen de benen.
Aimard ging voorgoed terug naar Frankrijk waar hij in 1854 trouwde met Adèle Lucie Damoreau, 'artiste lyrique', en ongeveer zeventig boeken zou gaan schrijven. Tussen de woeste verhaallijnen van zijn Indianenboeken door zijn veel autobiografische, historische en antropologische wetenswaardigheden te vinden. Het Mexicaanse avontuur van 1852 staat in zijn boek Curumilla, de geschiedenis van de moord op zijn halfzuster staat in Te Land en te Water I en II. In 1870 nam hij met een legertje persmensen deel aan de Frans-Duitse Oorlog, waarin hij een bescheiden succesje behaalde (Bourget-affaire). In 1879 werd hij door de literaire gemeenschap in Rio de Janeiro als een held binnengehaald. Zijn dagboek over deze reis is nooit uit het Frans vertaald. Dat hij in Rio de Janeiro geregeld contact had met Keizer Pedro II, waar hij in zijn dagboek graag over uitweidt, blijkt uit Aimards brief van 11 januari 1880 aan de keizer, welke brief hij zwierig met Gustave Aimard ondertekende.